# Musculus prophragma-occipitalis
Musculus prophragma-occipitalis, mięsień Idlm1 – mięsień występujący w tułowiu owadów.
Mięsień należący do grupy "grzbietowych mięśni podłużnych" (ang. dorsal longitudinal muscles), zlokalizowany w przedtułowiu. Miejscem początkowym jego przyczepu jest wierzchołek drugiej apofizy tergalnej. U Aeshna affinis miejsce początkowe położone jest bocznie na ogonowej (kaudalnej) krawędzi pierwszego tergitu. Jego koniec przyczepia się natomiast do środkowej części zapotylicy. Biegnie on brzusznie w stosunku do mięśnia musculus prophragma cervicalis.